# Maria Aurora Lopes
Pour les articles homonymes, voir Aurora et Lopes.
Maria Aurora Lopes est une femme politique santoméenne, membre du Mouvement pour la libération de Sao Tomé-et-Principe. Elle est l'une des premières femmes membres de l'Assemblée nationale en 1975.

## Biographie
Maria Aurora Lopes est nommée en décembre 1975 à la Ire législature de l'Assemblée nationale. Elle devient l'une des six premières femmes députées.